# Премия «Оскар» за лучшие визуальные эффекты
Премия «Оскар» за лучшие визуальные эффекты (англ. Academy Award for Best Visual Effects) ежегодно вручается Американской академией кинематографических искусств и наук за значимые достижения в области визуальных эффектов.
Данная категория была создана в 1939 году под названием «Лучшие специальные эффекты». В 1963 году категория была разделена на «Лучшие специальные визуальные эффекты» и «Лучшие звуковые эффекты». В 1972 году Академия перестала выдавать награды за лучшие визуальные эффекты, заменив их «Оскарами» за особые достижения, однако вскоре она вновь стала вручаться ежегодно. В 1978 году название категории было изменено на «Лучшие визуальные эффекты».

## Инжиниринг-эффекты
• Лауреаты выделены отдельным цветом. 
На первой церемонии была вручена награда в категории «Инжиниринг-эффекты» (англ. Engineering Effects). Премия досталась инженеру-кинотехнику Рою Померою, осуществившему комбинированные съёмки сцен воздушных боёв в фильме «Крылья».
| Церемония  | Лауреаты и номинанты | Лауреаты и номинанты |
| ---------- | -------------------- | --- |
| 1-я (1929) | • Рой Померой        | «Крылья» |
| 1-я (1929) | • Ральф Хаммерас     | номинация не связана с каким-либо конкретным фильмом |
| 1-я (1929) | • Наджент Слотер     | никаких конкретных названий фильмов не было указано во время презентации, или в официальных документах, хотя по воспоминаниям академиков [каких?] имя Наджента Слотера чаще всего упоминалось с фильмом «Певец джаза» |

## Специальная награда
В 1939 году 11 человек были удостоены «Специальной награды» за комбинированные съёмки и звуковые эффекты для фильма «Порождение севера».
| 11-я (1939) | • Гордон Дженнингс, Ян Домела, Деверо Дженнингс, Ирмин Робертс, Арт Смит, Фарсиот Эдуарт, Лойал Григгс, Лорен Райдер, Гарри Миллс, Луис Х. Мезенкоп и Уолтер Оберст | За выдающиеся достижения в процессе комбинированных съёмок и создания звуковых эффектов для фильма студии Paramount — «Порождение севера». За специальные эффекты — Гордон Дженнингс; ассистенты Ян Домела, Деверо Дженнингс, Ирмин Робертс и Арт Смит; за транспарантные съёмки — Фарсиот Эдуарт; ассистент Лойал Григгс; за звуковые эффекты — Лорен Райдер; ассистенты Гарри Миллс, Луис Х. Мезенкоп и Уолтер Оберст. (награждены памятными табличками) |

## Лучшие специальные эффекты
В 1939 году была учреждена новая постоянная категория за «Лучшие специальные эффекты». Награды в данной номинации вручались с 1940 по 1963 год — как за визуальные (фотографические), так и за звуковые эффекты.

### 1940—1949
| Церемония   | Постановщики спецэффектов | Фильм                                          |
| ----------- | --- | ---------------------------------------------- |
| 12-я (1940) | • Фред Серсен, Эдмунд Х. Хансен | «Пришли дожди»                                 |
| 12-я (1940) | • Джек Косгроув, Фред Албин, Артур Джонс | «Унесённые ветром»                             |
| 12-я (1940) | • Рой Дэвидсон, Эдвин Си Хан | «Только у ангелов есть крылья»                 |
| 12-я (1940) | • Байрон Хэскин, Натан Левинсон | «Частная жизнь Елизаветы и Эссекса»            |
| 12-я (1940) | • Рой Сирайт | «Топпер»                                       |
| 12-я (1940) | • Фарсиот Эдуарт, Гордон Дженнингс, Лорен Райдер | «Юнион Пасифик»                                |
| 12-я (1940) | • А. Арнольд Гиллеспи, Дуглас Ширер | «Волшебник страны Оз»                          |
| 13-я (1941) | • Лоуренс Батлер (фотографические эффекты), Джек Уитни (звуковые эффекты)                                                                           | «Багдадский вор»                               |
| 13-я (1941) | • Фред Серсен (фотографические эффекты), Эдмунд Х. Хансен (звуковые эффекты)                                                                        | «Синяя птица»                                  |
| 13-я (1941) | • А. Арнольд Гиллеспи (фотографические эффекты), Дуглас Ширер (звуковые эффекты)                                                                    | «Шумный город»                                 |
| 13-я (1941) | • Джон П. Фултон (фотографические эффекты), Бернард Б. Браун, Джозеф Лапис (звуковые эффекты)                                                       | «Парни из Сиракуз»                             |
| 13-я (1941) | • Гордон Дженнингс, Фарсиот Эдуарт (фотографические эффекты)                                                                                        | «Доктор Циклоп»                                |
| 13-я (1941) | • Пол Иглер (фотографические эффекты), Томас Т. Моултон (звуковые эффекты)                                                                          | «Иностранный корреспондент»                    |
| 13-я (1941) | • Джон П. Фултон (фотографические эффекты), Бернард Б. Браун, Уильям Хеджкок (звуковые эффекты)                                                     | «Возвращение человека-невидимки»               |
| 13-я (1941) | • Р. Т. Лейтон, Рэй Бингер (фотографические эффекты), Томас Т. Моултон (звуковые эффекты)                                                           | «Долгий путь домой»                            |
| 13-я (1941) | • Рой Сирайт (фотографические эффекты), Элмер Рагюс (звуковые эффекты)                                                                              | «Миллион лет до нашей эры»                     |
| 13-я (1941) | • Джек Косгроув (фотографические эффекты), Артур Джонс (звуковые эффекты)                                                                           | «Ребекка»                                      |
| 13-я (1941) | • Байрон Хэскин (фотографические эффекты), Натан Левинсон (звуковые эффекты)                                                                        | «Морской ястреб»                               |
| 13-я (1941) | • Вернон Л. Уокер (фотографические эффекты), Джон Аалберг (звуковые эффекты)                                                                        | «Швейцарская семья Робинзонов»                 |
| 13-я (1941) | • Фарсиот Эдуарт, Гордон Дженнингс (фотографические эффекты), Лорен Райдер (звуковые эффекты)                                                       | «Тайфун»                                       |
| 13-я (1941) | • Ховард Лайдекер, Уильям Брэдфорд, Эллис Дж. Тэкери (фотографические эффекты), Герберт Норш (звуковые эффекты)                                     | «Женщины на войне»                             |
| 14-я (1942) | • Фарсиот Эдуарт, Гордон Дженнингс (фотографические эффекты), Луис Х. Мезенкоп (звуковые эффекты)                                                   | «Мне нужны крылья»                             |
| 14-я (1942) | • Фарсиот Эдуарт, Гордон Дженнингс (фотографические эффекты), Луис Х. Мезенкоп (звуковые эффекты)                                                   | «Алома Южных морей»                            |
| 14-я (1942) | • Байрон Хэскин (фотографические эффекты), Натан Левинсон (звуковые эффекты)                                                                        | «Пикирующий бомбардировщик» (снят с номинации) |
| 14-я (1942) | • Байрон Хэскин (фотографические эффекты), Натан Левинсон (звуковые эффекты)                                                                        | «Морской волк»                                 |
| 14-я (1942) | • А. Арнольд Гиллеспи (фотографические эффекты), Дуглас Ширер (звуковые эффекты)                                                                    | «Авиазвено»                                    |
| 14-я (1942) | • Джон П. Фултон (фотографические эффекты), Джон Д. Холл (звуковые эффекты)                                                                         | «Девушка-невидимка»                            |
| 14-я (1942) | • Лоуренс Батлер (фотографические эффекты), Уильям Уилмарт (звуковые эффекты)                                                                       | «Леди Гамильтон»                               |
| 14-я (1942) | • Рой Сирайт (фотографические эффекты), Элмер Рагюс (звуковые эффекты)                                                                              | «Топпер возвращается»                          |
| 14-я (1942) | • Фред Серсен (фотографические эффекты), Эдмунд Х. Хансен (звуковые эффекты)                                                                        | «Янки в королевских ВВС»                       |
| 15-я (1943) | • Гордон Дженнингс, Фарсиот Эдуарт, Уильям Л. Перейра (фотографические эффекты), Луис Х. Мезенкоп (звуковые эффекты)                                | «Пожнёшь бурю»                                 |
| 15-я (1943) | • Фред Серсен (фотографические эффекты), Роджер Хеман ст., Джордж Леверетт (звуковые эффекты)                                                       | «Чёрный лебедь»                                |
| 15-я (1943) | • Байрон Хэскин (фотографические эффекты), Натан Левинсон (звуковые эффекты)                                                                        | «Отчаянное путешествие»                        |
| 15-я (1943) | • Ховард Лайдекер (фотографические эффекты), Дэниэл Дж. Блумберг (звуковые эффекты)                                                                 | «Летающие тигры»                               |
| 15-я (1943) | • Джон П. Фултон (фотографические эффекты), Бернард Б. Браун (звуковые эффекты)                                                                     | «Невидимый агент»                              |
| 15-я (1943) | • Лоуренс Батлер (фотографические эффекты), Уильям Уилмарт (звуковые эффекты)                                                                       | «Книга джунглей»                               |
| 15-я (1943) | • А. Арнольд Гиллеспи, Уоррен Ньюкомб (фотографические эффекты), Дуглас Ширер (звуковые эффекты)                                                    | «Миссис Минивер»                               |
| 15-я (1943) | • Вернон Л. Уокер (фотографические эффекты), Джеймс Г. Стюарт (звуковые эффекты)                                                                    | «Флот не подведёт»                             |
| 15-я (1943) | • Рональд Ним (фотографические эффекты), Ч. К. Стивенс (звуковые эффекты)                                                                           | «Один из наших самолётов не вернулся»          |
| 15-я (1943) | • Джек Косгроув, Рэй Бингер (фотографические эффекты), Томас Т. Моултон (звуковые эффекты)                                                          | «Гордость янки»                                |
| 16-я (1944) | • Фред Серсен (фотографические эффекты), Роджер Хеман ст. (звуковые эффекты)                                                                        | «Опасное погружение»                           |
| 16-я (1944) | • Ганс Ф. Конекэмп, Рекс Уимпи (фотографические эффекты), Натан Левинсон (звуковые эффекты)                                                         | «Военно-воздушные силы»                        |
| 16-я (1944) | • Вернон Л. Уокер (фотографические эффекты), Джеймс Г. Стюарт, Рой Грэнвилл (звуковые эффекты)                                                      | «Бомбардир»                                    |
| 16-я (1944) | • Кларенс Слайфер, Рэй Бингер (фотографические эффекты), Томас Т. Моултон (звуковые эффекты)                                                        | «Северная звезда»                              |
| 16-я (1944) | • Гордон Дженнингс, Фарсиот Эдуарт (фотографические эффекты), Джордж Даттон (звуковые эффекты)                                                      | «Сквозь гордость, тоску и утраты»              |
| 16-я (1944) | • А. Арнольд Гиллеспи, Дональд Джараус (фотографические эффекты), Майкл Стейнор (звуковые эффекты)                                                  | «Готовься к бою»                               |
| 17-я (1945) | • А. Арнольд Гиллеспи, Дональд Джараус, Уоррен Ньюкомб (фотографические эффекты), Дуглас Ширер (звуковые эффекты)                                   | «Тридцать секунд над Токио»                    |
| 17-я (1945) | • Пол Детлефсен, Джон Круз (фотографические эффекты), Натан Левинсон (звуковые эффекты)                                                             | «Приключения Марка Твена»                      |
| 17-я (1945) | • Вернон Л. Уокер (фотографические эффекты), Джеймс Г. Стюарт, Рой Грэнвилл (звуковые эффекты)                                                      | «Дни славы»                                    |
| 17-я (1945) | • Дэвид Аллен, Рей Кори, Роберт Райт (фотографические эффекты), Рассел Малмгрен, Гарри Кусник (звуковые эффекты)                                    | «Секретный приказ»                             |
| 17-я (1945) | • Джек Косгроув (фотографические эффекты), Артур Джонс (звуковые эффекты)                                                                           | «С тех пор как вы ушли»                        |
| 17-я (1945) | • Гордон Дженнингс, Фарсиот Эдуарт (фотографические эффекты), Джордж Даттон (звуковые эффекты)                                                      | «История доктора Уоссела»                      |
| 17-я (1945) | • Фред Серсен (фотографические эффекты), Роджер Хеман ст. (звуковые эффекты)                                                                        | «Вильсон»                                      |
| 18-я (1946) | • Джон П. Фултон (фотографические эффекты), Артур Джонс (звуковые эффекты)                                                                          | «Чудо-человек»                                 |
| 18-я (1946) | • Фред Серсен, Сол Гэльперин (фотографические эффекты), Роджер Хеман ст., Гарри М. Леонард (звуковые эффекты)                                       | «Капитан Эдди»                                 |
| 18-я (1946) | • Джек Косгроув (фотографические эффекты) | «Заворожённый»                                 |
| 18-я (1946) | • А. Арнольд Гиллеспи, Дональд Джараус, Роберт МакДональд (фотографические эффекты), Майкл Стейнор (звуковые эффекты)                               | «Они были незаменимыми»                        |
| 18-я (1946) | • Лоуренс Батлер (фотографические эффекты), Рэй Бомба (звуковые эффекты)                                                                            | «Тысяча и одна ночь»                           |
| 19-я (1947) | • Томас Ховард (специальные визуальные эффекты) | «Весёлое привидение»                           |
| 19-я (1947) | • Уильям МакГанн (сп. визуальные эффекты), Натан Левинсон (сп. звуковые эффекты)                                                                    | «Украденная жизнь»                             |
| 20-я (1948) | • А. Арнольд Гиллеспи, Уоррен Ньюкомб (сп. визуальные эффекты), Дуглас Ширер, Майкл Стейнор (сп. звуковые эффекты)                                  | «Улица Грин Долфин»                            |
| 20-я (1948) | • Фарсиот Эдуарт, Деверо Дженнингс, Гордон Дженнингс, Уоллес Келли, Пол Лерпаэ (сп. визуальные эффекты), Джордж Даттон (сп. звуковые эффекты)       | «Непобеждённый»                                |
| 21-я (1949) | • Пол Иглер, Дж. МакМиллан Джонсон, Рассел Шерман, Кларенс Слайфер (сп. визуальные эффекты), Чарльз Фримен, Джеймс Г. Стюарт (сп. звуковые эффекты) | «Портрет Дженни»                               |
| 21-я (1949) | • Ральф Хаммерас, Фред Серсен, Эдвард Снайдер (сп. визуальные эффекты), Роджер Хеман ст. (сп. звуковые эффекты)                                     | «Глубокие воды»                                |

### 1950—1959
| Церемония   | Постановщики спецэффектов                                                      | Фильм                     |
| ----------- | ------------------------------------------------------------------------------ | ------------------------- |
| 22-я (1950) | • ARKO Productions                                                             | «Могучий Джо Янг»         |
| 22-я (1950) | • Walter Wanger Pictures                                                       | «Тулса»                   |
| 23-я (1951) | • George Pal Productions                                                       | «Место назначения — Луна» |
| 23-я (1951) | • Cecil B. DeMille Productions                                                 | «Самсон и Далила»         |
| 24-я (1952) | • Paramount                                                                    | «Когда миры столкнутся»   |
| 24-я (1952) | Без номинантов                                                                 |                           |
| 25-я (1953) | • Metro-Goldwyn-Mayer                                                          | «Плимутское приключение»  |
| 25-я (1953) | Без номинантов                                                                 |                           |
| 26-я (1954) | • Paramount Studio                                                             | «Война миров»             |
| 26-я (1954) | Без номинантов                                                                 |                           |
| 27-я (1955) | • Walt Disney Studios                                                          | «20 000 лье под водой»    |
| 27-я (1955) | • 20th Century-Fox Studio                                                      | «Ад в открытом море»      |
| 27-я (1955) | • Warner Bros. Studio                                                          | «Они!»                    |
| 28-я (1956) | • Paramount Studio                                                             | «Мосты у Токо-Ри»         |
| 28-я (1956) | • Associated British Picture Corporation, Ltd.                                 | «Разрушители плотин»      |
| 28-я (1956) | • 20th Century-Fox Studio                                                      | «Дожди Ранчипура»         |
| 29-я (1957) | • Джон П. Фултон                                                               | «Десять заповедей»        |
| 29-я (1957) | • А. Арнольд Гиллеспи, Ирвинг Дж. Риес, Уэсли Си Миллер                        | «Запретная планета»       |
| 30-я (1958) | • Уолтер Росси (звуковые эффекты)                                              | «Под нами враг»           |
| 30-я (1958) | • Луис Личтенфилд (визуальные эффекты)                                         | «Дух Сент-Луиса»          |
| 31-я (1959) | • Том Ховард (визуальные эффекты)                                              | «Мальчик-с-пальчик»       |
| 31-я (1959) | • А. Арнольд Гиллеспи (визуальные эффекты), Гарольд Хамброк (звуковые эффекты) | «Пуск торпеды»            |

### 1960—1963
| Церемония   | Постановщики спецэффектов                                                                       | Фильм                        |
| ----------- | ----------------------------------------------------------------------------------------------- | ---------------------------- |
| 32-я (1960) | • А. Арнольд Гиллеспи, Роберт МакДональд (визуальные эффекты), Майло Б. Лори (звуковые эффекты) | «Бен-Гур»                    |
| 32-я (1960) | • Л. Б. Эбботт, Джеймс Б. Гордон (визуальные эффекты), Карлтон У. Фолкнер (звуковые эффекты)    | «Путешествие к центру Земли» |
| 33-я (1961) | • Джин Уоррен, Тим Баар (визуальные эффекты)                                                    | «Машина времени»             |
| 33-я (1961) | • Эй Дж. Ломан (визуальные эффекты)                                                             | «Последнее путешествие»      |
| 34-я (1962) | • Билл Уоррингтон (визуальные эффекты), Крис Гринхэм (звуковые эффекты)                         | «Пушки острова Наварон»      |
| 34-я (1962) | • Роберт А. Мэтти, Юстас Лисетт (визуальные эффекты)                                            | «Отмороженный профессор»     |
| 35-я (1963) | • Роберт МакДональд (визуальные эффекты), Жак Момон (звуковые эффекты)                          | «Самый длинный день»         |
| 35-я (1963) | • А. Арнольд Гиллеспи (визуальные эффекты), Майло Б. Лори (звуковые эффекты)                    | «Мятеж на „Баунти“»          |

## Лучшие визуальные эффекты
С 1964 года премия за лучшие спецэффекты была разделена на 2 отдельные категории: «Лучшие звуковые эффекты» и «Лучшие специальные визуальные эффекты».
В 1964 году категория ещё носила своё старое название «лучшие спецэффекты», с 1965 по 1972 г. называлась «лучшие специальные визуальные эффекты».
С 1973 года награды в данной категории заменялись «Премией за особые достижения» (англ. Special Achievement Award) с формулировой: за визуальные эффекты. С 1978 года категория носит название «лучшие визуальные эффекты»

### 1964—1969
| Церемония   | Постановщики визуальных эффектов                | Фильм                                           |
| ----------- | ----------------------------------------------- | ----------------------------------------------- |
| 36-я (1964) | • Эмиль Коса мл.                                | «Клеопатра»                                     |
| 36-я (1964) | • Аб Айверкс                                    | «Птицы»                                         |
| 37-я (1965) | • Питер Элленшоу, Юстас Лисетт, Хэмильтон Ласки | «Мэри Поппинс»                                  |
| 37-я (1965) | • Джим Дэнфорт                                  | «7 лиц доктора Лао»                             |
| 38-я (1966) | • Джон Стеарс                                   | «Шаровая молния»                                |
| 38-я (1966) | • Дж. МакМиллан Джонсон                         | «Величайшая из когда-либо рассказанных историй» |
| 39-я (1967) | • Арт Круйкшанк                                 | «Фантастическое путешествие»                    |
| 39-я (1967) | • Линвуд Дж. Данн                               | «Гавайи»                                        |
| 40-я (1968) | • Л. Б. Эбботт                                  | «Доктор Дулиттл»                                |
| 40-я (1968) | • Ховард Э. Андерсон мл., Альберт Уитлок        | «Тобрук»                                        |
| 41-я (1969) | • Стэнли Кубрик                                 | «Космическая одиссея 2001 года»                 |
| 41-я (1969) | • Хэл Миллар, Дж. МакМиллан Джонсон             | «Полярная станция „Зебра“»                      |

### 1970—1979
| Церемония   | Постановщики визуальных эффектов                                                             | Фильм                                      |
| ----------- | -------------------------------------------------------------------------------------------- | ------------------------------------------ |
| 42-я (1970) | • Робби Робертсон                                                                            | «Потерянные»                               |
| 42-я (1970) | • Эжен Лурье, Алекс Уэлдон                                                                   | «Гибель на вулкане Кракатау»               |
| 43-я (1971) | • А. Д. Флауэрс, Л. Б. Эбботт                                                                | «Тора! Тора! Тора!»                        |
| 43-я (1971) | • Алекс Уэлдон                                                                               | «Паттон»                                   |
| 44-я (1972) | • Алан Мейли, Юстас Лисетт, Дэнни Ли                                                         | «Набалдашник и метла»                      |
| 44-я (1972) | • Джим Дэнфорт, Роджер Дикен                                                                 | «Когда Землёй владели динозавры»           |
| 45-я (1973) | • Л. Б. Эбботт, А. Д. Флауэрс                                                                | «Приключение „Посейдона“»                  |
| 46-я (1974) | Премия не присуждалась                                                                       | Премия не присуждалась                     |
| 47-я (1975) | • Фрэнк Брендел, Глен Робинсон, Альберт Уитлок                                               | «Землетрясение»                            |
| 48-я (1976) | • Альберт Уитлок, Глен Робинсон                                                              | «Гинденбург»                               |
| 49-я (1977) | • Карло Рамбальди, Глен Робинсон, Франк Ван дер Веер                                         | «Кинг-Конг»                                |
| 49-я (1977) | • Л. Б. Эбботт, Глен Робинсон, Мэттью Юрисич                                                 | «Бегство Логана»                           |
| 50-я (1978) | • Джон Стирс, Джон Дайкстра, Ричард Эдланд, Грант МакКьюн, Роберт Блалак                     | «Звёздные войны. Эпизод IV: Новая надежда» |
| 50-я (1978) | • Рой Арбогаст, Дуглас Трамбулл, Мэттью Юрисич, Грегори Джейн, Ричард Юричич                 | «Близкие контакты третьей степени»         |
| 51-я (1979) | • Лес Боуи (посмертно), Колин Чилверс, Денис Н. Куп, Рой Филд, Дерек Меддингс, Зоран Перишич | «Супермен»                                 |

### 1980—1989
| Церемония   | Постановщики визуальных эффектов                                                          | Фильм                                                     |
| ----------- | ----------------------------------------------------------------------------------------- | --------------------------------------------------------- |
| 52-я (1980) | • Х. Р. Гигер, Карло Рамбальди, Брайан Джонсон, Ник Аллдер, Дэннис Айлинг                 | «Чужой»                                                   |
| 52-я (1980) | • Питер Элленшоу, Арт Круикшанк, Юстас Лисетт, Дэнни Ли, Харрисон Элленшоу, Джо Хейл      | «Чёрная дыра»                                             |
| 52-я (1980) | • Дерек Меддингс, Пол Уилсон, Джон Эванс                                                  | «Лунный гонщик»                                           |
| 52-я (1980) | • Уильям Э. Фрейкер, А. Д. Флауэрс, Грегори Джейн                                         | «Тысяча девятьсот сорок первый»                           |
| 52-я (1980) | • Дуглас Трамбулл, Джон Дайкстра, Ричард Юричич, Роберт Суорт, Дэйв Стюарт, Грант МакКьюн | «Звёздный путь: Фильм»                                    |
| 53-я (1981) | • Брайан Джонсон, Ричард Эдланд, Деннис Мьюрен, Брюс Николсон                             | «Звёздные войны. Эпизод V: Империя наносит ответный удар» |
| 54-я (1982) | • Ричард Эдланд, Кит Уэст, Брюс Николсон, Джо Джонстон                                    | «Индиана Джонс: В поисках утраченного ковчега»            |
| 54-я (1982) | • Деннис Мьюрен, Фил Типпетт, Кен Ралстон, Брайан Джонсон                                 | «Убийца дракона»                                          |
| 55-я (1983) | • Карло Рамбальди, Деннис Мьюрен, Кеннет Смит                                             | «Инопланетянин»                                           |
| 55-я (1983) | • Дуглас Трамбулл, Ричард Юричич, Дэвид Драйер                                            | «Бегущий по лезвию»                                       |
| 55-я (1983) | • Ричард Эдланд, Майкл Вуд, Брюс Николсон                                                 | «Полтергейст»                                             |
| 56-я (1984) | • Ричард Эдланд, Деннис Мьюрен, Кен Ралстон, Фил Типпетт                                  | «Звёздные войны. Эпизод VI: Возвращение джедая»           |
| 57-я (1985) | • Деннис Мьюрен, Майкл Дж. МакАлистер, Лорни Петерсон, Джордж Гиббс                       | «Индиана Джонс и храм судьбы»                             |
| 57-я (1985) | • Ричард Эдланд, Джон Бруно, Марк Варго, Чак Гаспар                                       | «Охотники за привидениями»                                |
| 57-я (1985) | • Ричард Эдланд, Нил Крепела, Джордж Дженсон, Марк Стетсон                                | «Космическая одиссея 2010»                                |
| 58-я (1986) | • Кен Ралстон, Ральф Маккуорри, Скотт Фаррар, Дэвид Берри                                 | «Кокон»                                                   |
| 58-я (1986) | • Уилл Винтон, Иэн Уингроу, Зоран Перишич, Майкл Ллойд                                    | «Возвращение в страну Оз»                                 |
| 58-я (1986) | • Деннис Мьюрен, Кит Уэст, Джон Эллис, Дэвид Аллен                                        | «Молодой Шерлок Холмс»                                    |
| 59-я (1987) | • Роберт Скотак, Стэн Уинстон, Джон Ричардсон, Сюзанн М. Бенсон                           | «Чужие»                                                   |
| 59-я (1987) | • Лайл Конуэй, Брэн Феррен, Мартин Гаттеридж                                              | «Магазинчик ужасов»                                       |
| 59-я (1987) | • Ричард Эдланд, Джон Бруно, Гари Уоллер, Билл Нил                                        | «Полтергейст 2: Обратная сторона»                         |
| 60-я (1988) | • Деннис Мьюрен, Билл Джордж, Харли Джессуп, Кеннет Смит                                  | «Внутреннее пространство»                                 |
| 60-я (1988) | • Джоэл Хайнек, Роберт М. Гринберг, Ричард Гринберг, Стэн Уинстон                         | «Хищник»                                                  |
| 61-я (1989) | • Кен Ралстон, Ричард Уильямс, Эд Джонс, Джордж Гиббс                                     | «Кто подставил кролика Роджера»                           |
| 61-я (1989) | • Ричард Эдланд, Эл Ди Сарро, Брент Боатс, Тейн Моррис                                    | «Крепкий орешек»                                          |
| 61-я (1989) | • Деннис Мьюрен, Майкл Дж. МакАлистер, Фил Типпетт, Кристофер Эванс                       | «Уиллоу»                                                  |

### 1990—1999
| Церемония   | Постановщики визуальных эффектов                                   | Фильм                                  |
| ----------- | ------------------------------------------------------------------ | -------------------------------------- |
| 62-я (1990) | • Джон Бруно, Деннис Мьюрен, Хойт Йетмен, Деннис Скотак            | «Бездна»                               |
| 62-я (1990) | • Ричард Конуэй, Кент Хьюстон                                      | «Приключения барона Мюнхгаузена»       |
| 62-я (1990) | • Кен Ралстон, Майкл Лантьери, Джон Белл, Стив Гоули               | «Назад в будущее 2»                    |
| 63-я (1991) | • Эрик Бревиг, Роб Боттин, Тим МакГоверн, Алекс Функе              | «Вспомнить всё»                        |
| 64-я (1992) | • Деннис Мьюрен, Стэн Уинстон, Джин Уоррен мл., Роберт Скотак      | «Терминатор 2: Судный день»            |
| 64-я (1992) | • Микаэль Саломон, Аллен Холл, Клэй Пинни, Скотт Фаррар            | «Огненный вихрь»                       |
| 64-я (1992) | • Эрик Бревиг, Харли Джессуп, Марк Салливан, Майкл Лантьери        | «Капитан Крюк»                         |
| 65-я (1993) | • Кен Ралстон, Даг Чианг, Даглас Смит, Том Вудрафф мл.             | «Смерть ей к лицу»                     |
| 65-я (1993) | • Ричард Эдланд, Алек Гиллис, Том Вудрафф мл., Джордж Гиббс        | «Чужой 3»                              |
| 65-я (1993) | • Майкл Л. Финк, Крэйг Баррон, Джон Бруно, Деннис Скотак           | «Бэтмен возвращается»                  |
| 66-я (1994) | • Деннис Мьюрен, Стэн Уинстон, Фил Типпетт, Майкл Лантьери         | «Парк юрского периода»                 |
| 66-я (1994) | • Нил Крепела, Джон Ричардсон, Джон Бруно, Памела Исли             | «Скалолаз»                             |
| 66-я (1994) | • Пит Козачик, Эрик Лейтон, Ариэль Веласко Шоу, Гордон Бэйкер      | «Кошмар перед Рождеством»              |
| 67-я (1995) | • Кен Ралстон, Джордж Мёрфи, Стивен Розенбаум, Аллен Холл          | «Форрест Гамп»                         |
| 67-я (1995) | • Скотт Сквайрс, Стив Уильямс, Том Бертино, Джон Фархат            | «Маска»                                |
| 67-я (1995) | • Джон Бруно, Томас Л. Фишер, Жак Строуис, Патрик Маккланг         | «Правдивая ложь»                       |
| 68-я (1996) | • Скотт Э. Андерсон, Чарльз Гибсон, Нил Скэнлэн, Джон Кокс         | «Бэйб: Четвероногий малыш»             |
| 68-я (1996) | • Роберт Легато, Майкл Кэнфер, Лесли Эккер, Мэтт Суини             | «Аполлон-13»                           |
| 69-я (1997) | • Фолькер Энджел, Дуглас Смит, Клэй Пинни, Джо Вискосил            | «День независимости»                   |
| 69-я (1997) | • Скотт Сквайрс, Фил Типпетт, Джеймс Страус, Кит Уэст              | «Сердце дракона»                       |
| 69-я (1997) | • Стефан Фангмейер, Джон Фрэйзьер, Хабиб Заргарпур, Генри ЛаБоунта | «Смерч»                                |
| 70-я (1998) | • Роберт Легато, Марк Ласофф, Томас Л. Фишер, Майкл Кэнфер         | «Титаник»                              |
| 70-я (1998) | • Деннис Мьюрен, Стэн Уинстон, Рэнди Дутра, Майкл Лантьери         | «Парк Юрского периода: Затерянный мир» |
| 70-я (1998) | • Фил Типпетт, Скотт Э. Андерсон, Алек Гиллис, Джон Ричардсон      | «Звёздный десант»                      |
| 71-я (1999) | • Джоэл Хайнек, Николас Брукс, Стюарт Робертсон, Кевин Мак         | «Куда приводят мечты»                  |
| 71-я (1999) | • Ричард Р. Гувер, Патрик Маккланг, Джон Фрэйзьер                  | «Армагеддон»                           |
| 71-я (1999) | • Рик Бейкер, Хойт Йетмен, Аллен Холл, Джим Митчелл                | «Могучий Джо Янг»                      |

### 2000—2009
| Церемония   | Постановщики визуальных эффектов                                      | Фильм                                                  |
| ----------- | --------------------------------------------------------------------- | ------------------------------------------------------ |
| 72-я (2000) | • Джон Гаэта, Янек Сиррс, Стив Картли, Джон Тум                       | «Матрица»                                              |
| 72-я (2000) | • Джон Нолл, Деннис Мьюрен, Скотт Сквайрс, Роб Коулмэн                | «Звёздные войны. Эпизод I: Скрытая угроза»             |
| 72-я (2000) | • Джон Дайкстра, Джером Чен, Генри Ф. Андерсон III, Эрик Аллард       | «Стюарт Литтл»                                         |
| 73-я (2001) | • Джон Нельсон, Нил Корбоулд, Тим Бёрк, Роберт Харви                  | «Гладиатор»                                            |
| 73-я (2001) | • Скотт Э. Андерсон, Крейг Хейс, Скотт Стокдик, Стэн Паркс            | «Невидимка»                                            |
| 73-я (2001) | • Стефан Фангмейер, Хабиб Заргарпур, Джон Фрэйзьер, Уолт Конти        | «Идеальный шторм»                                      |
| 74-я (2002) | • Джим Ригель, Рэндалл Уильям Кук, Ричард Тейлор, Марк Стетсон        | «Властелин колец: Братство Кольца»                     |
| 74-я (2002) | • Деннис Мьюрен, Скотт Фаррар, Стэн Уинстон, Майкл Лантьери           | «Искусственный разум»                                  |
| 74-я (2002) | • Эрик Бревиг, Джон Фрэйзьер, Эд Хирш, Бен Сноу                       | «Пёрл-Харбор»                                          |
| 75-я (2003) | • Джим Ригель, Джо Леттери, Рэндалл Уильям Кук, Алекс Функе           | «Властелин колец: Две крепости»                        |
| 75-я (2003) | • Джон Дайкстра, Скотт Стокдик, Энтони Ламолинара, Джон Фрэйзьер      | «Человек-паук»                                         |
| 75-я (2003) | • Роб Коулмэн, Пабло Хелман, Джон Нолл, Бен Сноу                      | «Звёздные войны. Эпизод II: Атака клонов»              |
| 76-я (2004) | • Джим Ригель, Джо Леттери, Рэндалл Уильям Кук и Алекс Функе          | «Властелин колец: Возвращение короля»                  |
| 76-я (2004) | • Дэниел Судик, Стефан Фангмейер, Натан МакГиннесс и Роберт Стромберг | «Хозяин морей: На краю Земли»                          |
| 76-я (2004) | • Джон Нолл, Хэл Т. Хикель, Чарльз Гибсон и Терри Фрэйзи              | «Пираты Карибского моря: Проклятие „Чёрной жемчужины“» |
| 77-я (2005) | • Джон Дайкстра, Скотт Стокдик, Энтони Ламолинара и Джон Фрэйзьер     | «Человек-паук 2»                                       |
| 77-я (2005) | • Роджер Гайетт, Тим Бёрк, Джон Ричардсон и Билл Джордж               | «Гарри Поттер и узник Азкабана»                        |
| 77-я (2005) | • Джон Нельсон, Эндрю Р. Джонс, Эрик Нэш и Джо Леттери                | «Я, робот»                                             |
| 78-я (2006) | • Джо Леттери, Брайан Ван’т Хул, Кристиан Риверс и Ричард Тейлор      | «Кинг-Конг»                                            |
| 78-я (2006) | • Дин Райт, Билл Вестенхофер, Джим Берни и Скотт Фаррар               | «Хроники Нарнии: Лев, колдунья и волшебный шкаф»       |
| 78-я (2006) | • Деннис Мьюрен, Пабло Хелман, Рэнди Дутра и Дэниэл Судик             | «Война миров»                                          |
| 79-я (2007) | • Джон Нолл, Хэл Т. Хикель, Чарльз Гибсон и Аллен Холл                | «Пираты Карибского моря: Сундук мертвеца»              |
| 79-я (2007) | • Бойд Шермис, Ким Либрери, Час Джарретт и Джон Фрэйзьер              | «Посейдон»                                             |
| 79-я (2007) | • Марк Стетсон, Нил Корбоулд, Ричард Р. Гувер и Джон Тум              | «Возвращение Супермена»                                |
| 80-я (2008) | • Майкл Л. Финк, Билл Вестенхофер, Бен Моррис и Тревор Вуд            | «Золотой компас»                                       |
| 80-я (2008) | • Джон Нолл, Хэл Т. Хикель, Чарльз Гибсон и Джон Фрэйзьер             | «Пираты Карибского моря: На краю света»                |
| 80-я (2008) | • Скотт Фаррар, Скотт Бенца, Расселл Эрл и Джон Фрэйзьер              | «Трансформеры»                                         |
| 81-я (2009) | • Эрик Барба, Стив Приг, Бёрт Далтон и Крэйг Баррон                   | «Загадочная история Бенджамина Баттона»                |
| 81-я (2009) | • Ник Дэвис, Крис Корбоулд, Тимоти Уэббер и Пол Дж. Франклин          | «Тёмный рыцарь»                                        |
| 81-я (2009) | • Джон Нельсон, Бен Сноу, Дэниел Судик и Шэйн Махан                   | «Железный человек»                                     |

### 2010—2019
| Церемония   | Постановщики визуальных эффектов                                       | Фильм                                 |
| ----------- | ---------------------------------------------------------------------- | ------------------------------------- |
| 82-я (2010) | • Джо Леттери, Стивен Розенбаум, Ричард Бенехэм и Эндрю Р. Джонс       | «Аватар»                              |
| 82-я (2010) | • Дэн Кауфман, Питер Мюузерс, Роберт Хаброс и Мэтт Эйткен              | «Район № 9»                           |
| 82-я (2010) | • Роджер Гайетт, Расселл Эрл, Пол Кавана и Бёрт Далтон                 | «Звёздный путь»                       |
| 83-я (2011) | • Пол Дж. Франклин, Крис Корбоулд, Эндрю Локли и Питер Бебб            | «Начало»                              |
| 83-я (2011) | • Кен Ралстон, Дэвид Шауб, Кэри Виллегас и Шон Филлипс                 | «Алиса в Стране чудес»                |
| 83-я (2011) | • Тим Бёрк, Джон Ричардсон, Кристиан Манц и Николас Айтхади            | «Гарри Поттер и Дары Смерти. Часть 1» |
| 83-я (2011) | • Майкл Оуэнс, Брайан Грилл, Стефан Троянски и Джо Фаррелл             | «Потустороннее»                       |
| 83-я (2011) | • Янек Сиррс, Бен Сноу, Гед Райт и Дэниел Судик                        | «Железный человек 2»                  |
| 84-я (2012) | • Роб Легато, Джосс Уильямс, Бен Гроссманн и Алекс Хеннинг             | «Хранитель времени»                   |
| 84-я (2012) | • Тим Бёрк, Дэвид Викери, Грег Батлер и Джон Ричардсон                 | «Гарри Поттер и Дары Смерти. Часть 2» |
| 84-я (2012) | • Эрик Нэш, Джон Розенгрант, Дэнни Гордон Тэйлор и Свен Гиллберг       | «Живая сталь»                         |
| 84-я (2012) | • Джо Леттери, Дэн Леммон, Р. Кристофер Уайт и Дэниел Барретт          | «Восстание планеты обезьян»           |
| 84-я (2012) | • Скотт Фаррар, Скотт Бенца, Мэттью Батлер и Джон Фрэйзьер             | «Трансформеры 3: Тёмная сторона Луны» |
| 85-я (2013) | • Билл Вестенхофер, Гийом Рошерон, Эрик-Ян Де Бур и Дональд Р. Эллиотт | «Жизнь Пи»                            |
| 85-я (2013) | • Джо Леттери, Эрик Сэйндон, Дэвид Клэйтон и Р. Кристофер Уайт         | «Хоббит: Нежданное путешествие»       |
| 85-я (2013) | • Янек Сиррс, Джефф Уайт, Гай Уильямс и Дэн Судик                      | «Мстители»                            |
| 85-я (2013) | • Ричард Стаммерс, Тревор Вуд, Чарли Хенли и Мартин Хилл               | «Прометей»                            |
| 85-я (2013) | • Седрик Николас-Троян, Филип Бреннан, Нил Корбоулд и Майкл Доусон     | «Белоснежка и охотник»                |
| 86-я (2014) | • Тим Уэббер, Крис Лоуренс, Дэйв Ширк и Нил Корбоулд                   | «Гравитация»                          |
| 86-я (2014) | • Джо Леттери, Эрик Сэйндон, Дэвид Клэйтон и Эрик Рейнольдс            | «Хоббит: Пустошь Смауга»              |
| 86-я (2014) | • Кристофер Таунсенд, Гай Уильямс, Эрик Нэш и Дэн Судик                | «Железный человек 3»                  |
| 86-я (2014) | • Тим Александр, Гэри Брозенич, Эдсон Уильямс и Джон Фрэйзьер          | «Одинокий рейнджер»                   |
| 86-я (2014) | • Роджер Гайетт, Патрик Тьюбак, Бен Гроссман и Бёрт Далтон             | «Стартрек: Возмездие»                 |
| 87-я (2015) | • Пол Франклин, Эндрю Локли, Иэн Хантер и Скотт Фишер                  | «Интерстеллар»                        |
| 87-я (2015) | • Дэн Делийю, Рассел Эрл, Брайан Грилл и Дэн Судик                     | «Первый мститель: Другая война»       |
| 87-я (2015) | • Джо Леттери, Дэн Леммон, Дэниел Барретт и Эрик Уинкист               | «Планета обезьян: Революция»          |
| 87-я (2015) | • Стефан Серетти, Николя Айтади, Джонатан Фокнер и Пол Корбоулд        | «Стражи Галактики»                    |
| 87-я (2015) | • Ричард Стаммерс, Лу Пекора, Тим Кросби и Кэмерон Уолдбауэр           | «Люди Икс: Дни минувшего будущего»    |
| 88-я (2016) | • Эндрю Уайтхёрст, Пол Норрис, Марк Ардингтон и Сара Беннетт           | «Из машины»                           |
| 88-я (2016) | • Эндрю Джексон, Том Вуд, Дэн Оливер и Энди Уильямс                    | «Безумный Макс: Дорога ярости»        |
| 88-я (2016) | • Ричард Стаммерс, Андерс Ленглендс, Крис Лоуренс и Стивен Уорнер      | «Марсианин»                           |
| 88-я (2016) | • Рич Макбрайд, Мэттью Шамвэй, Джейсон Смит и Кэмерон Уолдбауэр        | «Выживший»                            |
| 88-я (2016) | • Роджер Гайетт, Патрик Тьюбак, Нил Скэнлэн и Крис Корбоулд            | «Звёздные войны: Пробуждение силы»    |
| 89-я (2017) | • Роберт Легато, Адам Валдез, Эндрю Р. Джонс и Дэн Леммон              | «Книга джунглей»                      |
| 89-я (2017) | • Крейг Хаммек, Джейсон Х. Снелл, Джейсон Биллингтон и Берт Далтон     | «Глубоководный горизонт»              |
| 89-я (2017) | • Стефан Серетти, Ричард Блафф, Винсент Сирелли и Пол Корбоулд         | «Доктор Стрэндж»                      |
| 89-я (2017) | • Стив Эмерсон, Оливер Джонс, Брайан Маклин и Брэд Шифф                | «Кубо. Легенда о самурае»             |
| 89-я (2017) | • Джон Нолл, Моэн Лео, Хэл Т. Хикель и Нил Корбоулд                    | «Изгой-один. Звёздные войны: Истории» |
| 90-я (2018) | • Джон Нельсон, Герд Нефцер, Пол Ламберт, и Ричард Р. Гувер            | «Бегущий по лезвию 2049»              |
| 90-я (2018) | • Кристофер Таунсенд, Гай Уильямс, Джонатан Фокнер и Дэн Судик         | «Стражи Галактики. Часть 2»           |
| 90-я (2018) | • Стивен Розенбаум, Джефф Уайт, Скотт Бенца и Майкл Мейнардус          | «Конг: Остров черепа»                 |
| 90-я (2018) | • Бен Моррис, Майкл Малхолланд, Нил Скэнлэн, Крис Корбоулд             | «Звёздные войны: Последние джедаи»    |
| 90-я (2018) | • Джо Леттери, Дэниел Барретт, Дэн Леммон и Джоэл Вист                 | «Планета обезьян: Война»              |
| 91-я (2019) | • Пол Ламберт, Иэн Хантер, Тристан Майлз и Джей Ди Швалм               | «Человек на Луне»                     |
| 91-я (2019) | • Ден Делию, Келли Порт, Рассел Эрл и Дэн Судик                        | «Мстители: Война бесконечности»       |
| 91-я (2019) | • Кристофер Лоуренс, Майкл Имс, Тео Джонс и Крис Корбоулд              | «Кристофер Робин»                     |
| 91-я (2019) | • Роджер Гайетт, Грэди Кофер, Мэттью Батлер и Дэйвид Ширк              | «Первому игроку приготовиться»        |
| 91-я (2019) | • Роб Бредоу, Патрик Тьюбак, Нил Скэнлан и Доминик Туохи               | «Хан Соло. Звёздные войны: Истории»   |

### 2020—н.в.
| Церемония   | Постановщики визуальных эффектов                                                | Фильм                                      |
| ----------- | ------------------------------------------------------------------------------- | ------------------------------------------ |
| 92-я (2020) | • Гийом Рошерон, Грег Батлер и Доминик Туохи                                    | «1917»                                     |
| 92-я (2020) | • Дэн Делийю, Рассел Эрл, Мэтт Эйткен и Дэн Судик                               | «Мстители: Финал»                          |
| 92-я (2020) | • Пабло Хелман, Леандро Эстебекорена, Нельсон Сепульведа-Фаузер и Стефан Грабли | «Ирландец»                                 |
| 92-я (2020) | • Роберт Легато, Адам Валдез, Эндрю Р. Джонс и Эллиот Ньюман                    | «Король Лев»                               |
| 92-я (2020) | • Роджер Гайетт, Нил Скэнлан, Патрик Тьюбак и Доминик Туохи                     | «Звёздные войны: Скайуокер. Восход»        |
| 93-я (2021) | • Эндрю Джексон, Дэвид Ли, Эндрю Локли и Скотт Фишер                            | «Довод»                                    |
| 93-я (2021) | • Мэтт Слоун, Женевьев Камэльери, Мэтт Эверитт и Брайан Кокс                    | «Любовь и монстры»                         |
| 93-я (2021) | • Мэттью Касмир, Кристофер Лоурен, Макс Соломон и Дэвид Уоткинс                 | «Полночное небо»                           |
| 93-я (2021) | • Шон Фейден, Андерс Лэнглэндс, Сет Мори и Стивен Инграм                        | «Мулан»                                    |
| 93-я (2021) | • Ник Дэвис, Грег Фишер, Бен Джонс и Сантьяго Коломо Мартинес                   | «Айван, единственный и неповторимый»       |
| 94-я (2022) | • Пол Ламберт, Тристан Майлз, Брайан Коннор и Герд Нефзер                       | «Дюна»                                     |
| 94-я (2022) | • Свен Джиллберг, Брайан Грилл, Никос Калайтзидис и Дэн Судик                   | «Главный герой»                            |
| 94-я (2022) | • Кристофер Таунсенд, Джо Фаррелл, Шон Ноэль Уолкер и Дэн Оливер                | «Шан-Чи и легенда десяти колец»            |
| 94-я (2022) | • Чарли Нобель, Джоэл Грин, Джонатан Фоукнер и Крис Корбауд                     | «Не время умирать»                         |
| 94-я (2022) | • Келли Порт, Крис Уэгнер, Скотт Эделстайн и Дэн Судик                          | «Человек-паук: Нет пути домой»             |
| 95-я (2023) | • Джо Леттери, Ричард Банехам, Эрик Сейндон и Дэниел Барретт                    | «Аватар: Путь воды»                        |
| 95-я (2023) | • Франк Пецольд, Виктор Мюллер, Маркус Франк и Камиль Джафар                    | «На Западном фронте без перемен»           |
| 95-я (2023) | • Дэн Леммон, Рассел Эрл, Андерс Лэнглэндс и Доминик Туи                        | «Бэтмен»                                   |
| 95-я (2023) | • Джеффри Бауманн, Крэйг Хаммак, Р. Кристофер Уайт и Дэн Судик                  | «Чёрная пантера: Ваканда навеки»           |
| 95-я (2023) | • Райан Тадхоуп, Сет Хилл, Брайан Литсон и Скотт Р. Фишер                       | «Топ Ган: Мэверик»                         |
| 96-я (2024) | • Такаси Ямадзаки, Киёко Сибуя, Масаки Такахаси и Тацудзи Нодзима               | «Годзилла: Минус один»                     |
| 96-я (2024) | • Джей Купер, Иэн Комли, Эндрю Робертс и Нил Корбоулд                           | «Создатель»                                |
| 96-я (2024) | • Стефан Черетти, Алексис Вайсброт, Гай Уильямс и Тео Бялек                     | «Стражи Галактики. Часть 3»                |
| 96-я (2024) | • Алекс Вуттке, Симона Коко, Джефф Сазерленд и Нил Корбоулд                     | «Миссия невыполнима: Смертельная расплата» |
| 96-я (2024) | • Чарли Хенли, Люк-Юэн Мартин-Фенуйе, Симона Коко и Нил Корбоулд                | «Наполеон»                                 |
| 97-я (2025) | • Пол Ламберт, Стивен Джеймс, Риз Салкомб и Герд Нефзер                         | «Дюна: Часть вторая»                       |
| 97-я (2025) | • Эрик Барба, Нельсон Сепульведа-Фаузер, Дэниел Макарин и Шейн Махан            | «Чужой: Ромул»                             |
| 97-я (2025) | • Люк Миллар, Дэвид Клейтон, Кит Херфт и Питер Стаббс                           | «Быть лучше: История Робби Уильямса»       |
| 97-я (2025) | • Эрик Винквист, Стивен Унтерфранц, Пол Стори и Родни Берк                      | «Планета обезьян: Новое царство»           |
| 97-я (2025) | • Пабло Хельман, Джонатан Фокнер, Дэвид Ширк и Пол Корбоулд                     | «Злая: Сказка о ведьме Запада»             |

## Рекорды
| Наибольшее количество побед                | 8 побед          | Деннис Мьюрен   |
| Наибольшее количество номинаций            | 15 номинаций     | Деннис Мьюрен   |
| Наибольшее количество номинаций, без побед | 13 номинаций     | Дэн Судик       |
| Самый старый победитель                    | 68 лет, 288 дней | Л. Б. Эбботт    |
| Самый старый номинант                      | 69 лет, 115 дней | Джон Фрэзиер    |
| Самый молодой победитель                   | 25 лет, 149 дней | Тацудзи Нодзима |
| Самый молодой номинант                     | 25 лет, 102 дня  | Тацудзи Нодзима |